# Андраде, Хосе Леандро

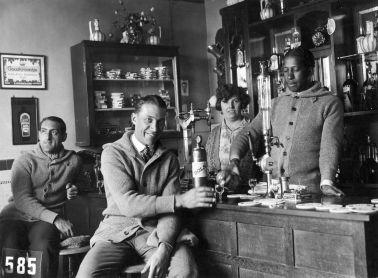
1928 год, Хосе Леандро Андраде за стойкой бара отмечает победу в Олимпиаде

Хосе́ Леа́ндро Андра́де (исп. José Leandro Andrade; 22 ноября 1901 или 1 октября 1901, Сальто — 5 октября 1957 или 4 октября 1957, Монтевидео) — уругвайский футболист, полузащитник и защитник, чемпион мира 1930 года, двукратный Олимпийский чемпион — 1924 и 1928 годов. Андраде стал первым, кого назвали "чёрной жемчужиной" футбола. Пеле удостоился такой же похвалы гораздо позже.
Выступал за клубы из Монтевидео «Пеньяроль» (до 1920 и в 1932—1935), «Мирамар Мисьонес» (1921), «Белья Виста» (1922, 1924, 1936), «Реформерс» (1923), «Насьональ» (1925—1931), «Уондерерс» (1937), аргентинские «Атланта», «Архентинос Хуниорс» (1936).

## Биография
Хосе Леандро Андраде родился в 1901 году в городе Сальто. Мать его была аргентинкой. Отец, которым, скорее всего, был Хосе Игнасио Андраде, был указан в свидетельстве о рождении лишь в качестве свидетеля. В момент рождения Хосе Игнасио, специалисту по африканской магии, было уже 98 лет, и он эмигрировал из Бразилии ещё во времена, когда там процветало рабство.
В раннем возрасте Хосе переехал в столичный квартал Палермо и воспитывался тётей. До введения профессионализма в футболе работал музыкантом на карнавалах (умел играть на ударных, скрипке и бубне), а также чистильщиком обуви и продавцом газет.
Андраде своей виртуозной игрой и техникой ведения мяча, напоминавшей танец, покорил европейскую публику ещё на Олимпийских играх 1924 года в Париже. Французская пресса дала ему прозвище «Чёрное чудо», «Чёрная жемчужина», а также «Музыкант футбола». В 1928 году он во второй раз выиграл со сборной Олимпиаду на европейской земле, в Амстердаме.
Андраде выступал на позиции крайнего полузащитника. Перед победным чемпионатом мира-1930 получил серьёзную травму, которая едва не привела к окончанию карьеры, но сумел восстановиться и принял участие в турнире.
После введения профессионализма уже немолодой по футбольным меркам Андраде не смог адаптироваться к новым требованиям, и в 1937 году, сменив ряд клубов, завершил карьеру футболиста. До своего ухода из сборной в 1933 году он сыграл 41 матч за национальную команду. После завершения карьеры на его счету было 82 гола.
В 1950 году Хосе Леандро был приглашён в качестве почётного гостя на чемпионат мира, прошедший в Бразилии. Его племянник, Виктор Родригес Андраде, стал чемпионом мира на том турнире и также был одним из лидеров уругвайской команды.
В 1956 году журналист Фриц Хак разыскал Андраде, который жил в маленькой квартире в бедном районе Монтевидео и страдал от алкоголизма. Великий футболист умер от туберкулёза через год в приюте для бедняков «Пиньейро-дель-Кампо».

## Титулы и достижения
- Чемпион Уругвая (2): 1932, 1935
- Чемпион мира: 1930
- Олимпийский чемпион (2): 1924, 1928
- Чемпион Южной Америки (3): 1923, 1924, 1926